# Villarzel-Cabardès
Villarzel-Cabardès ist eine südfranzösische Gemeinde mit 270 Einwohnern (Stand 1. Januar 2022) im Département Aude in der Region Okzitanien.

## Lage
Villarzel-Cabardès liegt am Fluss Clamoux in der alten Kulturlandschaft des Cabardès in den südlichen Ausläufern der Montagne Noire in einer Höhe von etwa 120 Metern ü. d. M. und etwa 15 Kilometer (Fahrtstrecke) nordöstlich von Carcassonne. Die Entfernung zum westlich gelegenen Kantonshauptort Conques-sur-Orbiel beträgt etwa sechs Kilometer.

## Bevölkerungsentwicklung
| Jahr      | 1962 | 1968 | 1975 | 1982 | 1990 | 1999 | 2006 | 2016 |
| Einwohner | 169  | 156  | 144  | 131  | 130  | 145  | 170  | 233  |

Im 19. Jahrhundert hatte der Ort stets zwischen 120 und 180 Einwohner. Trotz der Reblauskrise sowie der Mechanisierung der Landwirtschaft und dem damit verbundenen Verlust von Arbeitsplätzen ist die Einwohnerzahl im 20. Jahrhundert kaum zurückgegangen. In den letzten Jahrzehnten ist sie sogar leicht angestiegen, was in erster Linie auf die im Vergleich zur nahegelegenen Stadt Carcassonne deutlich niedrigeren Grundstückspreise und Mieten zurückzuführen ist.

## Wirtschaft
Trotz der Nähe zu Carcassonne ist die Umgebung des Ortes immer noch geprägt von der Landwirtschaft – vor allem vom Weinbau, der im Cabardès vielleicht schon in der Antike betrieben wurde.

## Geschichte

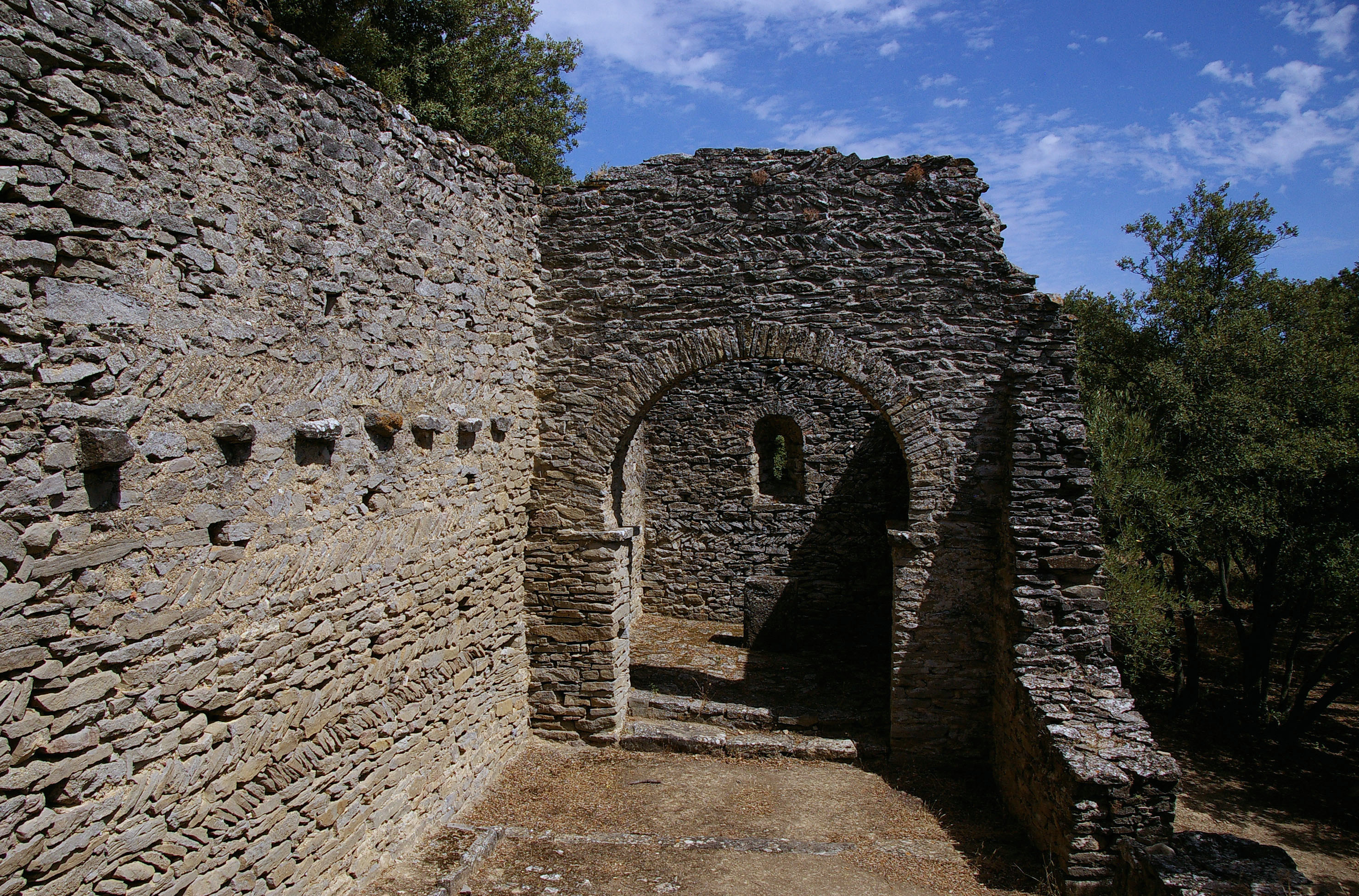
Vorromanische Kapelle Notre-Dame-de-la-Louze

Zur Geschichte des Ortes sind keine Informationen verfügbar. Das Vorhandensein einer frühmittelalterlichen Kirche und einer mittelalterlichen Burg lässt jedoch auf eine weit zurückreichende Besiedlung schließen.

## Sehenswürdigkeiten
- Die auf einem Privatgrundstück stehende Ruine der präromanischen Kapelle Notre-Dame-de-la-Louze mit ihrer quadratischen Apsis wurde im Jahr 1966 als Monument historique[1] anerkannt.
- Das spätmittelalterliche, später jedoch modernisierte Château de Villarlong aus dem 15./16. und 18. Jahrhundert ist zu einem Hotel umgebaut worden.
- Nicht weit entfernt steht die Kapelle Saint-Pierre-es-Liens aus dem 15./16. Jahrhundert.